# 12e étape du Tour de France 1971
Pour un article plus général, voir Tour de France 1971.
La 12e étape du Tour de France 1971 se déroule le 10 juillet. Elle part d'Orcières Merlette 1850 dans les Hautes-Alpes et arrive à Marseille, pour une distance de 251 kilomètres. L'étape est remportée par l'Italien Luciano Armani. L'Espagnol Luis Ocana garde le maillot jaune acquis la veille.

## Course
Ayant perdu son maillot jaune à l'arrivée dans les Alpes lors de la 10e étape, le belge Eddy Merckx lance une échappée dès le début de la course et emmène le peloton à vive allure. Les coureurs arrivent à Marseille avec deux heures d'avance sur l'horaire prévu.
Le maire de la ville Gaston Defferre se montre alors en retard alors que les coureurs sont déjà partis. Il aurait alors dit sous le coup de l'énervement, d'après un journaliste : « Il a fait chaud aujourd'hui mais il fera encore plus chaud le jour où le Tour reviendra »,. Le Tour ne reviendra à Marseille qu'en 1989.

## Classement de l'étape
Les dix premiers de l'étape sont :
| Classement de la 12e étape | Classement de la 12e étape | Classement de la 12e étape | Classement de la 12e étape | Classement de la 12e étape |
|                            | Coureur                    | Pays                       | Équipe                     | Temps                      |
| -------------------------- | -------------------------- | -------------------------- | -------------------------- | -------------------------- |
| 1er                        | Luciano Armani             | Italie                     | Scic                       | en 5 h 25 min 28 s         |
| 2e                         | Eddy Merckx                | Belgique                   | Molteni                    | m.t.                       |
| 3e                         | Lucien Aimar               | France                     | Sonolor-Lejeune            | m.t.                       |
| 4e                         | Jos van der Vleuten        | Pays-Bas                   | Goudsmit-Hoff              | m.t.                       |
| 5e                         | Enrico Paolini             | Italie                     | Scic                       | m.t.                       |
| 6e                         | Désiré Letort              | France                     | Bic                        | m.t.                       |
| 7e                         | Robert Bouloux             | France                     | Peugeot-BP-Michelin        | m.t.                       |
| 8e                         | Marinus Wagtmans           | Pays-Bas                   | Molteni                    | + 0 min 02 s               |
| 9e                         | Jos Huysmans               | Belgique                   | Molteni                    | m.t.                       |
| 10e                        | Cyrille Guimard            | France                     | Fagor-Mercier              | + 1 min 56 s               |
| modifier                   |                            |                            |                            |                            |

## Classement général
|   | Cycliste       | Pays     |    | Temps      |
| - | -------------- | -------- | -- | ---------- |
| 1 | Luis Ocana     | Espagne  | en | ???        |
| 2 | Eddy Merckx    | Belgique | +  | 7 min 34 s |
| 3 | Joop Zoetemelk | Pays-Bas |    | 8 min 43 s |